# Староваганьковский переулок
Старовага́ньковский переулок (в старину также Шуйский, Никольский, Благовещенский, Воздвиженский, с конца XVIII века — Ваганьковский, в 1922—1926 — Староваганьковский, в 1926—1993 — улица Маркса и Энгельса) — переулок в Центральном административном округе города Москвы. Проходит от улицы Знаменки до Воздвиженки, параллельно и между Крестовоздвиженским переулком и Моховой улицей. Нумерация домов ведётся от Знаменки.

## Прежние названия
Современное название закрепилось с конца XVIII века по старинному великокняжескому селу Ваганьково. Альтернативное название переулку дал двор боярина И. И. Шуйского. Затем его называли Никольским, Благовещенским, Воздвиженским по расположенным по соседству храмам Николая Чудотворца и Воздвижения Креста (утрачен).
В 1922 году был переименован в Староваганьковский, в 1926 году переулок вместе с Малым Знаменским переулком был переименован в улицу Маркса и Энгельса, поскольку здесь находился Институт марксизма-ленинизма при ЦК КПСС. В 1993 году переулку возвращено историческое название.

## Примечательные здания и сооружения

### По чётной стороне
- № 14 — Храм Святителя Николая в Старом Ваганькове
- № 3/5 с 5 по ул. Воздвиженка — книгохранилище Российской государственной библиотеки. Как все здания библиотеки, имеет нумерацию по Воздвиженке, несмотря на то, что расположено по красной линии Староваганьковского переулка и не выходит на Воздвиженку.

### По нечётной стороне
Нумерация домов сохранилась от улицы Маркса и Энгельса, объединявшей Малый Знаменский и Ваганьковский переулки. До объединения дома по Ваганьковскому переулку имели номера от 1 до 13. Нумерация до объединения/современная нумерация: дом № 1/№ 13, дом № 3/№ 15, дом № 5/№ 17, дом № 7/№ 19, дом № 9/№ 21, дом № 11/№ 23, дом № 13/№ 25.
- № 13/8 — доходный дом Л. В. Шамшиной (А. И. Шамшина) (1909, общий план — архитектор Н. Н. Благовещенский; фасады — Ф. О. Шехтель)[2].
- № 15 — В XVIII веке здесь была усадьба московского губернатора В. Я. Левашёва. Существующее здание построено в 1877 году архитектором Н. И. Поздеевым на месте дома 1-й половины XVIII века, позднее надстроено четырьмя этажами. В 1940-х годах в пристроенных этажах дома жил нарком вооружений Б. Л. Ванников и другие работники наркомата. В 1904—1912 гг. в доме находилась редакция журнала  «Русская мысль»[3][4], с которым сотрудничал В. Я. Брюсов[3]

Согласно планам правительства Москвы, дом будет реконструирован с увеличением площади с 5,7 до 8 тыс. м².
- № 15 (во дворе) — палаты Левашовых, здание разновременной постройки (первые два этажа — начала XVIII века, пристройка — вторая половина XVIII века, третий этаж — 1877 года). С середины 1990-х годов находились в руинированном состоянии. Реставрированы в 2020 году.
- № 17 — главный дом усадьбы дворян Аладьиных, потом князей Голицыных (вторая половина XVIII века)[2]. Здесь жили: декабрист В. М. Голицын (в начале XIX века), главный дирижёр Большого театра И. К. Альтани (в 1880-х годах), артист Художественного театра И. М. Москвин. На рубеже XIX и XX веков дом принадлежал издателю Н. И. Пастухову[6], в нём находилась редакция газеты «Московский листок»[7].
- № 17 — усадебный флигель (первый и второй этажи — 2-я половина XVIII века, третий этаж — 1876 год, архитектор М. А. Зыков).
- № 17, стр. 4 — типография газеты «Московский листок» (1894, архитектор П. М. Самарин).
- № 19 — территория усадьбы Трубецких. Здание построено после пожара 1812 года. В этом доме жили: врач В. Ф. Снегирёв (в 1870-х годах), ректор Московского университета М. А. Мензбир (в 1911—1914 годах).
- № 21 — дом построен в 1820-х годах на месте стоявшей здесь в XVI—XVIII веках церкви Благовещения. В доме прошли последние годы жизни живописца В. А. Серова, умершего здесь в 1911 году.
- № 23 — Здание Александровского подворья. Подворье Успенского монастыря Александровой слободы и Флорищевой пустыни построено приблизительно в 1670-е годы. В 1970-х проводилась реставрация подворья архитекторами И. Казакевичем и А. Путятиной. В 1978 году на его западном фасаде были восстановлены несколько первоначальных икон. На втором этаже здания находится дверной проём, куда вела наружная лестница с крыльцом (не сохранились).
- № 25/5, строение 19 — трапезная палата Нового аптекарского двора. В XVII веке участком владел князь В. Л. Долгоруков. В 1676 году сюда от Троицких ворот был переведён Новый аптекарский двор, изготавливавший и хранивший лекарства и травы для царского двора, а также съестные припасы — вино, водку, мёд, соления. В 1730-х годах здесь жил со своей семьёй царь Картли Вахтанг VI. В XVIII веке с фасада были стёсаны все архитектурные детали, и он получил вид гладкой оштукатуренной поверхности. В начале XX века трапезная была надстроена вторым этажом. В 1950-х годах под руководством архитектора И. Новикова в здании были проведены реставрационные работы, после чего оно стало филиалом Музея архитектуры имени А. В. Щусева.

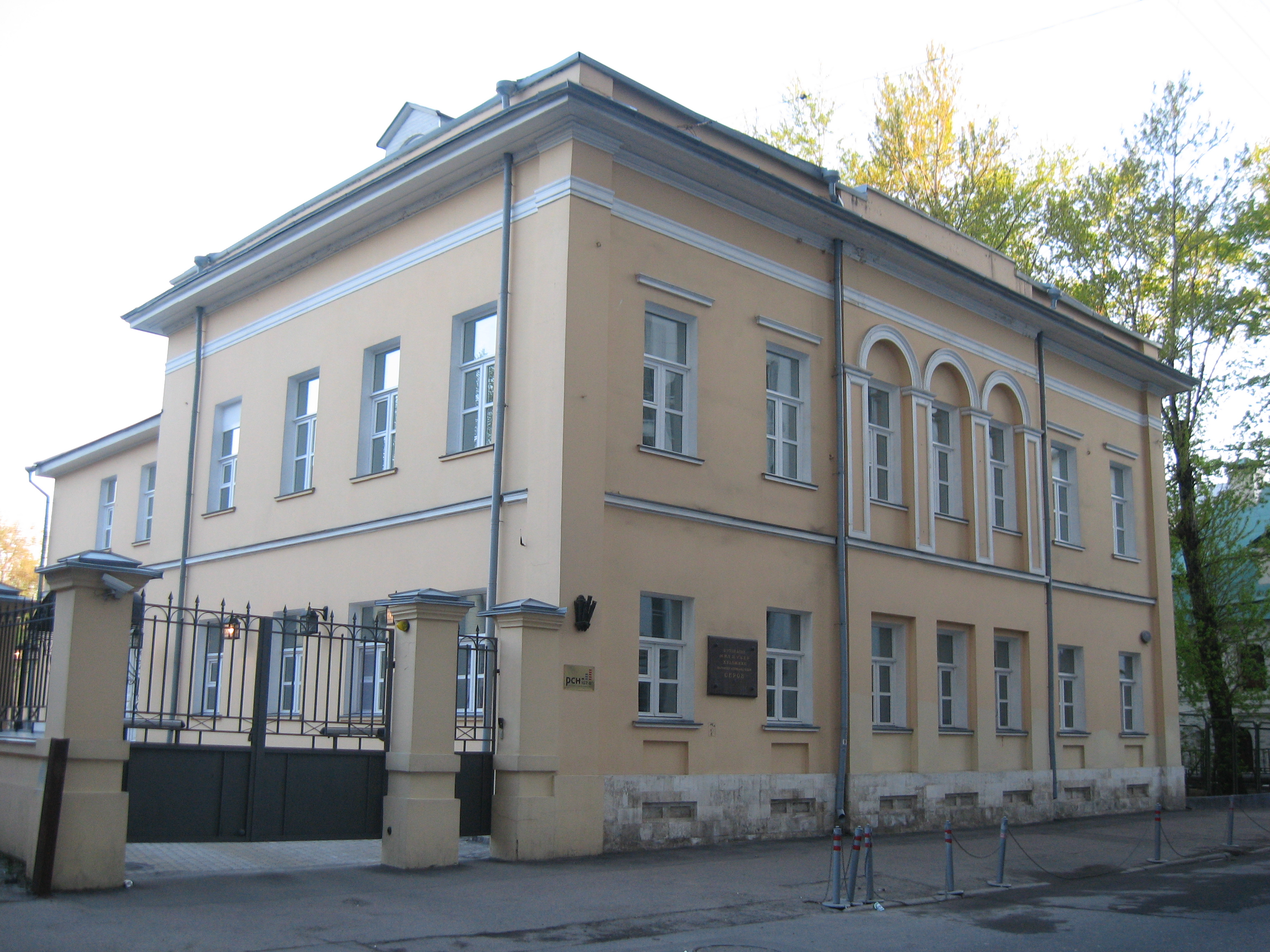
Дом № 21 (художника В. А. Серова)
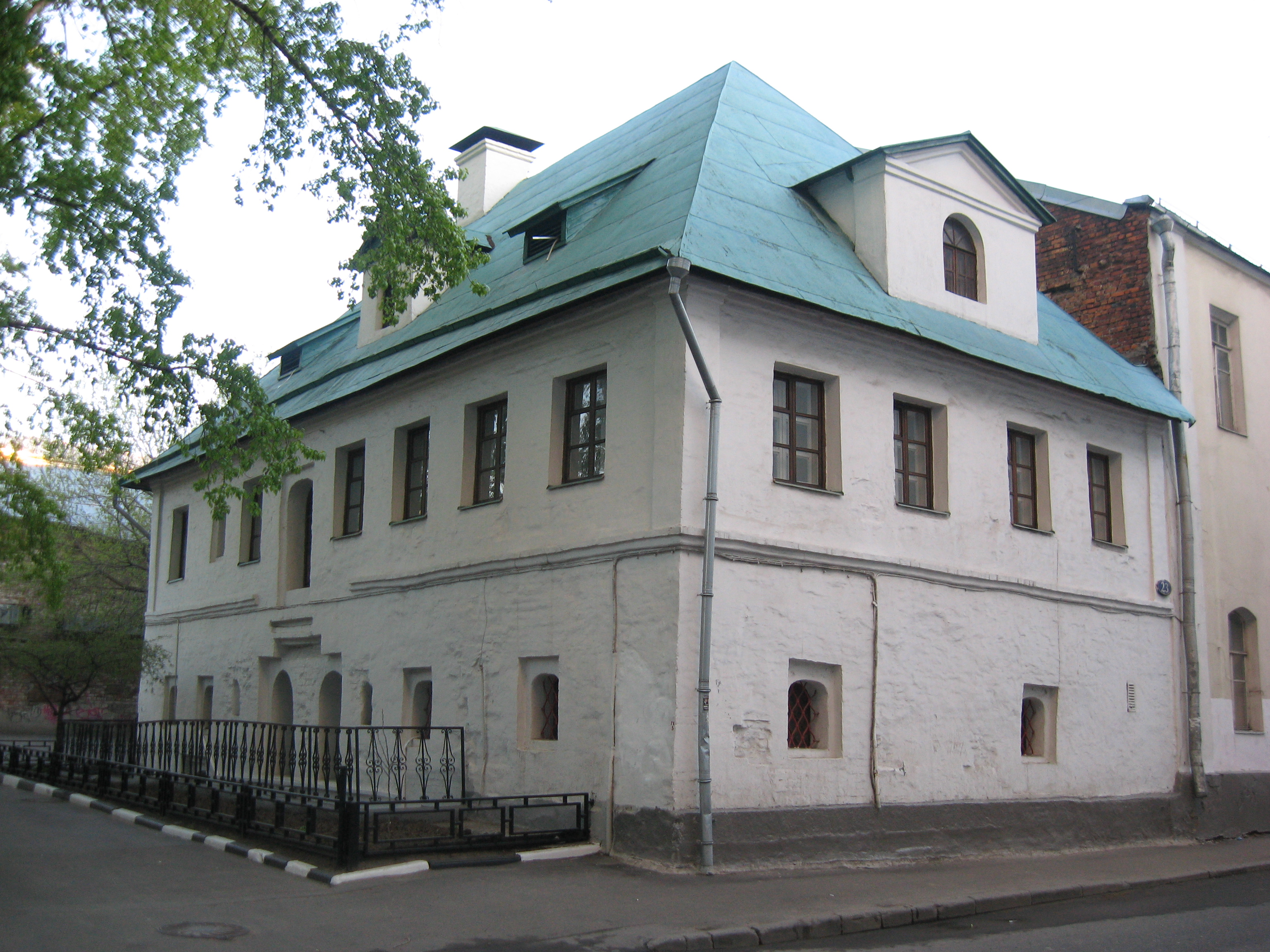
Дом № 23, подворье Успенского монастыря Александровой слободы и Флорищевой пустыни
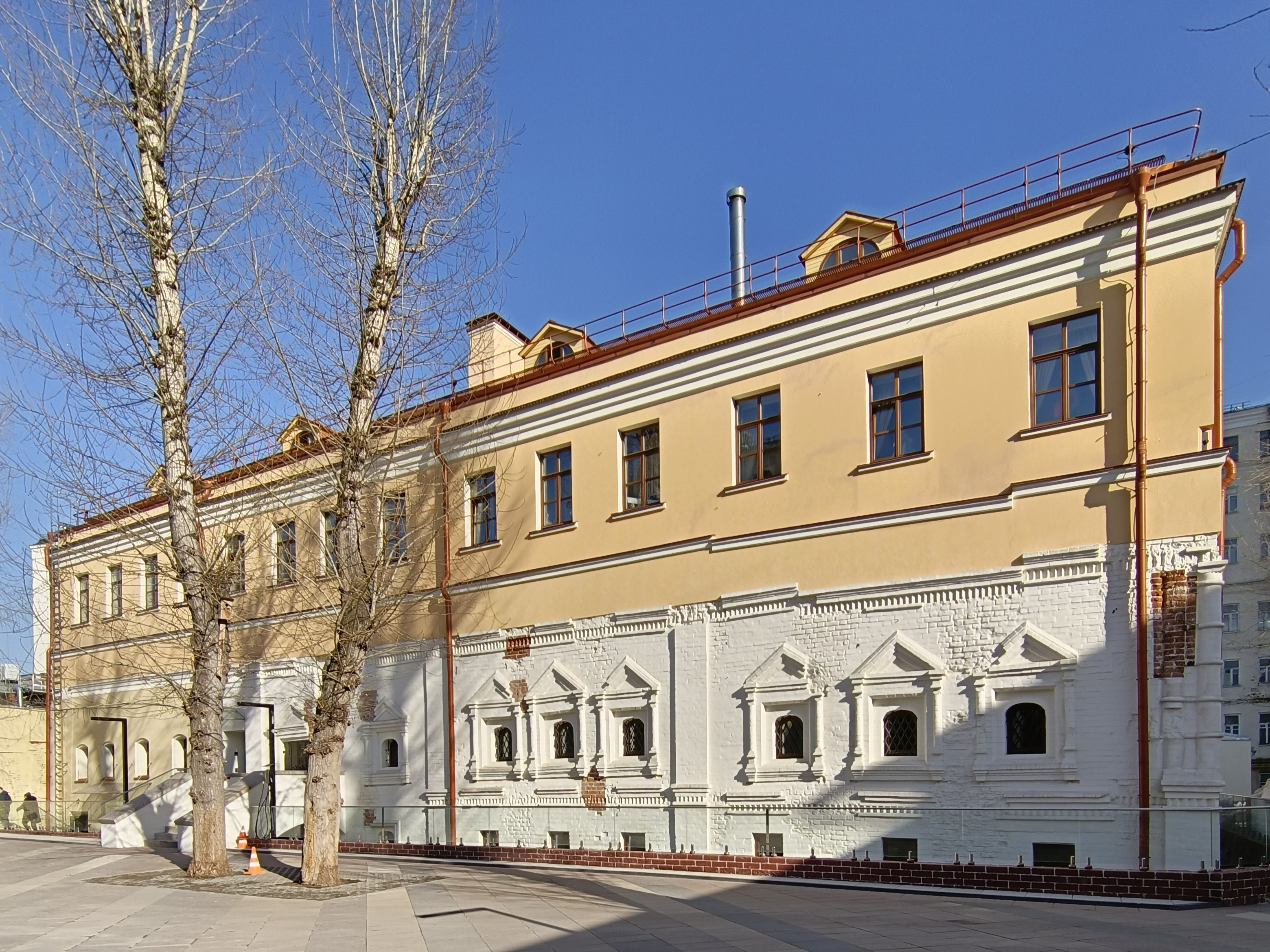
Дом № 15, палаты московского губернатора Левашёва
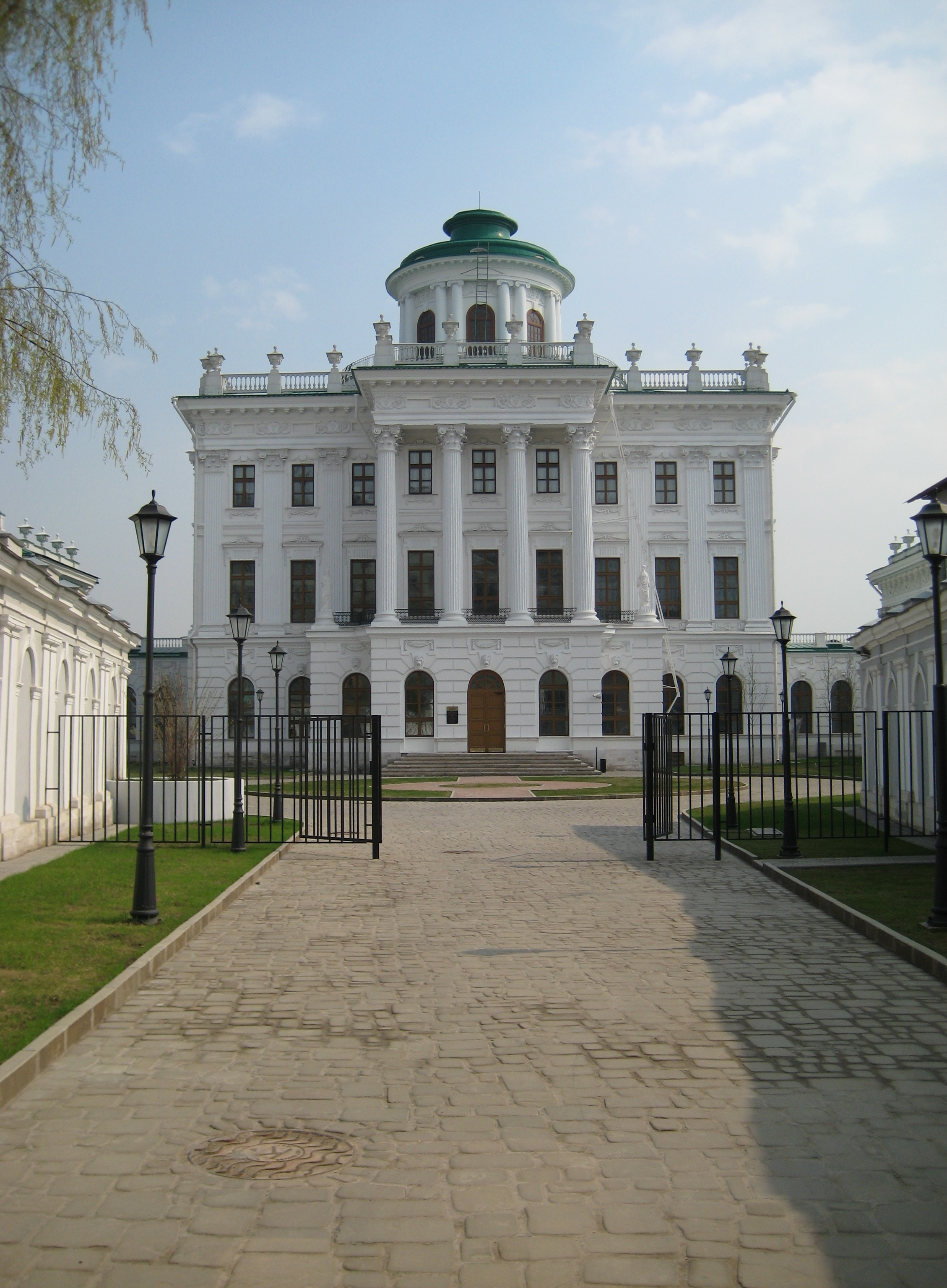
Фасад Пашкова дома со стороны Староваганьковского переулка
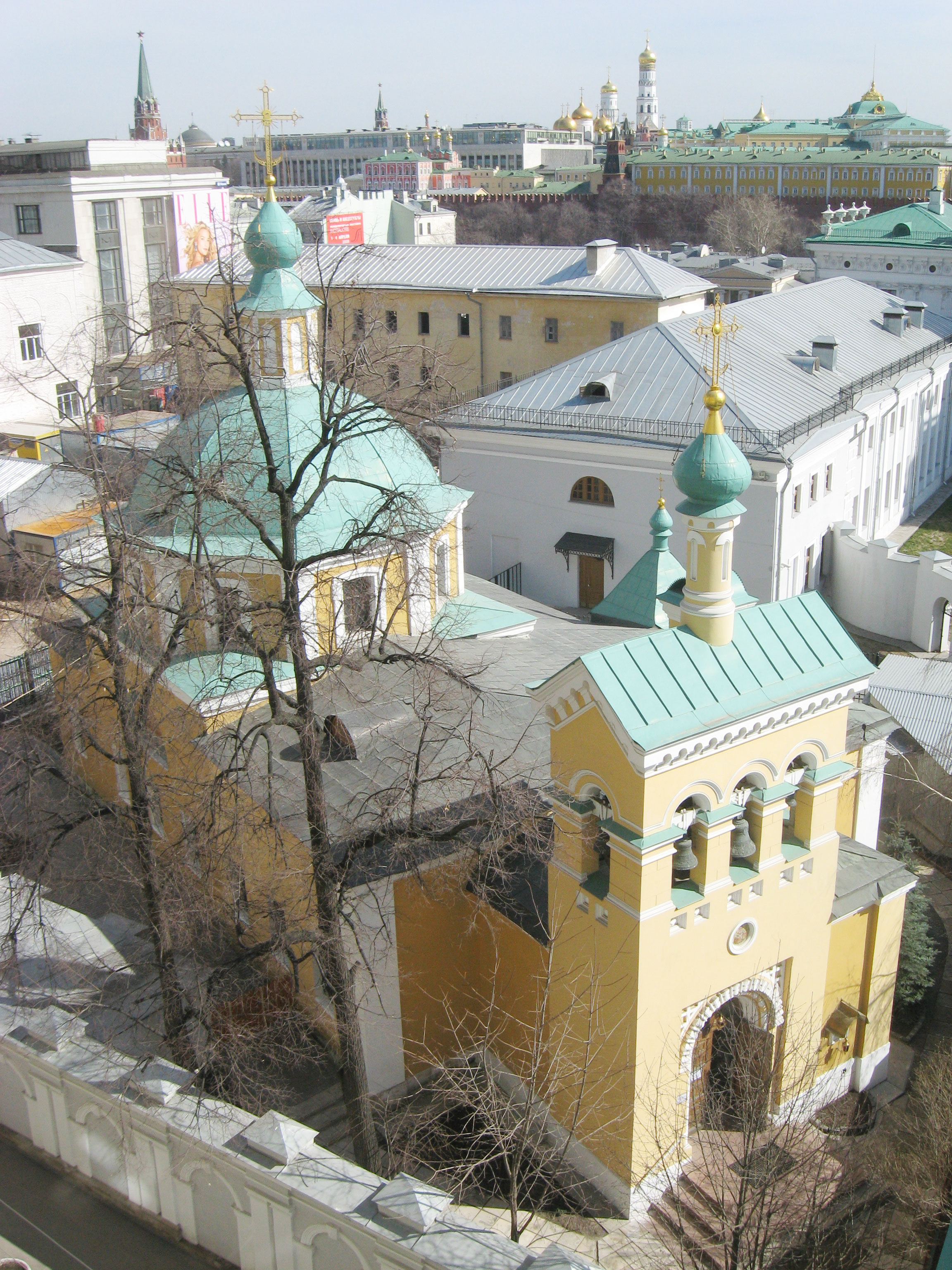
Храм свт. Николая Чудотворца в Старом Ваганькове

## Из старого путеводителя

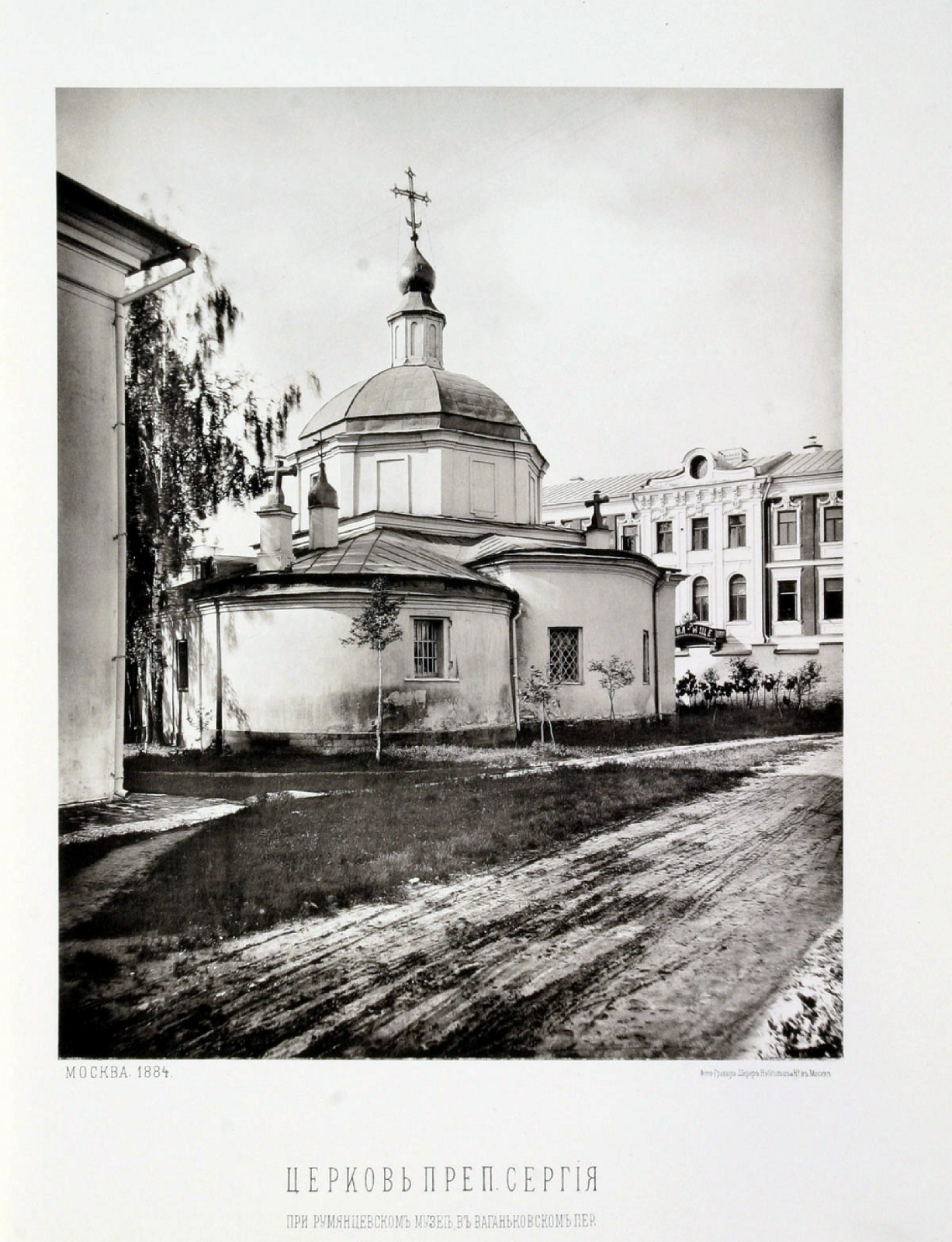
Церковь Преп. Сергия при Румянцевском музее в 1884 году.

Ваганьковскій переулокъ, Тверской части. Находится между улицами Воздвиженкою и Знаменкою. Мѣстность эта занята была великокняжескимъ селомъ Ваганьковымъ, впослѣдствіи вошедшемъ въ составъ города. Прежде этотъ переулокъ назывался Благовѣщенскимъ, по бывшей здѣсь церкви Благовѣщенія, что на Старомъ Ваганьковѣ, разобранной въ 1817 году. Земля церковная составляетъ, въ настоящее время, владѣніе купца Семенова. Назывался этотъ переулокъ Воздвиженскимъ какъ выходившій изъ улицы Воздвиженки и Шуйскимъ, по тому случаю, что когда стѣсненный Шуйскій въ 1605 г. ополчался въ самой Москвѣ противъ иноземныхъ враговъ и русскихъ измѣнниковъ, то Здѣсь была застава, охраняемая Григоріемъ Валуевымъ. Здѣсь былъ Царскій Псаренный дворъ, впослѣдствіи домъ царевны Прасковьи Іоанновны, отданный въ 1731 г. князю Александру Александровичу Меншикову (сыну Александра Даниловича). На этомъ мѣстѣ въ настоящее время Публичный Румянцовскій Музей. На Псаренномъ дворѣ для увеселенія царя, происходили звѣриныя потѣхи; впослѣдствіи этотъ дворъ переведенъ на Новое Ваганьково, что на Трехъ горахъ. По изъясненію В. И. Даля слово ваганиться, значитъ баловать, шалить, играть, шутить.
— Алексей Александрович Мартынов (1820—1895)
Названія московскихъ улицъ и переулковъ съ историческими объясненіями. 1881.